# 惡之系列
惡之系列（日語：悪ノシリーズ）是NICONICO動畫的日本使用者mothy（悪ノP）創作的九首日語歌曲，別名惡之組曲（組曲悪ノ物語），由內容來看可以分為前傳、本篇、後傳及外傳。本篇通稱惡之四部曲（悪ノ四部作），可再分為兩個部分，譜於2008年。
2009年12月27日，mothy對本篇重新編曲；2010年1月6日，製作外傳；2010年2月3日，發表前傳；2010年8月3日，發表前傳的翻唱版；2011年12月27日，發表後傳。
2010年8月10日開始，mothy將歌曲改編成輕小說，由PHP研究所出版，共四冊。正體中文版由臺灣東販代理，譯者K.K.。
2014年2月15日開始，壱加將歌曲改編成漫畫，由PHP研究所出版，預定出版六冊。
在mothy所寫的歌曲中，惡之系列屬於另一個更龐大的系列——七宗罪系列的一部份。

## 概要
此系列描述以七宗罪中的「傲慢」作為主題的悲劇故事，內容描述以暴政統治國家的14歲公主的始末。靈感來自《暮蟬悲鳴時》的北條沙都子。
此系列由角色主唱系列虛擬歌手鏡音鈴、連主唱，在NICONICO動畫的點播次數超過200萬次，是鏡音連第一首點播次數超過200萬次、鏡音鈴第三首點播次數超過100萬次的歌曲，次於鏡音鈴主唱的另一首日語歌曲爐心融解，在NICONICO動畫的點播次數超過250萬次。
NICONICO動畫的點播次數顯示出此部作品在VOCALOID愛好者中的超高歡迎度。由於第一部分正反兩極的故事敘述引發同好之間的討論，並陸續有同好為惡之系列創作了許多世界觀的設定，並以其他人物為視點創作歌曲，各自敘述其他人物自身的故事。雙胞胎之間的身世和以其他人物為視點的故事性歌曲於焉誕生。
而此部作品一大特色在於龐大可塑性的世界觀。但在《惡之系列》及《惡之大罪系列》等原作者mothy親筆創作的小說系列出版後狀況就發生了改變。
這龐大的世界觀是由歌曲、小說、解說等組合而成的，需要歌曲與小說一同觀賞才能看到一個完整的故事。 
```
從雙胞胎的心理層面到其他人物的視點的故事創作，讓此部作品更加多元精彩。
```

惡之系列、囚人系列及雪系列（soundless voice／proof of life）合稱為鏡音三大悲劇。鏡音鈴、連主唱的歌曲中，惡之系列、心（ココロ）及囚人系列有改編成舞台劇及小說。

## 情節縱覽
作者mothy為此一故事性音樂寫了劇本，分為八章，作者當初的構想是以一首歌曲完結，但是故事有八章，無法全部放入一首歌曲中，因此由《惡之娘》描述第一、四、六、七章，第二、三、五章被寫入《惡之侍從
》中，第八章被寫入《悔恨的訊息》中。
- 第一章　－暴君公主－[引⁠ 1]

　波爾尼加奧大陸西側的艾維里奧斯地區有個黃之國，本來有個賢君但是病歿，王后繼位，同樣賢德但也同樣病歿，最後由十四歲的公主掌政。公主擁有絢爛豪華的日用品、長相酷似的僕人、寵愛的馬名叫約瑟芬的名駒，在完全自由自在的情況下成長。但是掌政後變得非常殘暴，對國民課重稅，對反抗的人進行史達林式的大清洗。漸漸被世人稱為大逆不道之國，公主則被稱為「惡之娘」。
- 第二章　－大飢荒發生－[引⁠ 2]

　出於對母后的敬重，在成年之前公主自己無意即位，因此掌握國政後仍然稱為「公主」，成年之後才打算成為女王。
　黃之國突然發生飢荒，除了有錢人以外沒有人有東西吃，大量人民餓死。大臣們建言公主開糧倉救人民，公主回嘴：「沒有麵包的話可以去吃點心啊。」
- 第三章　－女劍士與公主的爭端－[引⁠ 3]

　沒有人對盡情任性的公主有意見，親衛隊長除外，他有個外號『雄獅』，是前任女王（公主的母后）的忠臣，只有他出面勸諫公主，對公主提出救饑的意見，他是親衛隊長，又是曾拯救國家的勇者，所以具有這樣的權力，最後在其他大臣的支持下親衛隊長擅自開糧倉救人民。瞞著公主自作主張而且讓王宮裏沒東西可吃，公主怒不可遏，某夜把親衛隊長叫到跟前。次日早上河中飄著親衛隊長的屍體，長相酷似的僕人就站在旁邊，「如此一來，再也沒有人敢違逆公主了……」一個多小時後，「穿著紅衣的少女」倒在親衛隊長的屍體旁哭到崩潰，紅衣少女發誓要為父復仇。
- 第四章　－嫉妒與戰爭－[引⁠ 4]

　公主有了單戀對象，是海洋對岸青之國的藍髮青年，公主派大臣出使至青之國論及婚嫁，但是回答是「我在綠之國有思念的人，所以不可能和妳結婚。」，公主因嫉妒氣得發狂，想殺了綠之國的少女，可是又不知道綠之國的少女是綠之國的哪一個人，索性命令大臣將綠之國整個滅掉。黃綠兩國突然開戰，無數的房舍燒毀、無數的生命消逝，但是人們痛苦的歎息聲，完全沒有傳進公主耳中，「唉呀，點心時間到了呢」，公主繼續在王宮中悠閒地喝專門準備的下午茶。
- 第五章　－青與綠的後話－[引⁠ 5]

　綠之國被整個滅掉，但是綠之國少女仍然生存，長相酷似的僕人將綠之國少女藏匿在戰火燒不到的井裏，長相酷似的僕人一直單戀著綠之國少女，僕人想說公主不知道綠之國少女的長相，打算等戰事冷卻下來後把綠之國少女引渡到藍髮青年那裏去，公主總不會連青之國也要滅掉，青之國有公主單戀的藍髮青年。
　以前僕人曾告訴公主一個傳說，自此以後公主形成一個習慣，有要事要讓僕人進行的時候不用口頭命令，而是寫在羊皮紙上，放在小瓶子裡然後交給僕人。
　某天僕人又收到一個瓶子，裏面的羊皮紙寫著「讓那個綠色頭髮的女人消失」。藍髮青年在井中看到死亡的綠之國少女後發誓復仇。
- 第六章　－叛亂－[引⁠ 6]

　「應該打倒惡之娘」，人民於是站了出來，暴亂突然發生，率領暴亂的是穿著紅色鎧甲的女劍士和戴著面具的藍髮人，紅鎧女劍士、蒙面藍髮人、全國民眾的憤怒籠罩了整個國家，疲於長年征戰的士兵根本不是對手，而且叛軍的人數是王國軍的好幾倍。王宮終於被包圍，大臣與僕役也都逃散而出，叛軍衝到可愛而可憐的她面前，她想都不想叱了句「這個無禮之徒！」就被抓住，王朝結束了。
- 第七章　－末日之時－[引⁠ 7]

　處決的時間是下午三點，那是教堂的鐘聲敲響之時，獨自在牢房的她在想些什麼，沒有人知道。接近處刑的時間了，民眾聚集至大廣場，斷頭臺就放在大廣場中央，隨著鐘聲響起，斷頭臺的刀刃迅速落下，刀刃落下前她所說的最後一句話既不是乞求饒命亦不是向人民謝罪，她對民眾不屑一顧地說「唉呀，點心時間到了呢」，「惡之娘」已經不存在了，所有的人民都如此地相信著。
- 第八章　－終章－[引⁠ 8]

　處決算起數日之後，一些流言開始出現，有人說那天上斷頭臺的是替身，公主仍在某處生存。在某個小鎮、某個港口，隱姓埋名、獨自佇立的是長相酷似的僕人，「我對不起你啊…弟弟」。
　很久很久以前，有著這樣的傳說……
對於第八章，作者mothy表示創作歌曲時一直苦惱到最後的是第八章要不要裁掉。如前所述，由於故事有八章，無法全部放入一首歌曲中，因此有些部份被裁掉，《惡之娘》只描述第一、四、六、七章，《惡之侍從》只描述第二、三、五章。到最後選擇哪些部份要裁掉時，作者mothy回到當初的概念：「做一個簡單的娛樂作品吧！」，「作為結局在第八章結束比較好？還是說在第七章結束比較好？」思考的結果，達成「作為作品在第七章結束比較好」的結論。於是以第八章單獨創作一首歌——《悔恨的訊息》。作者mothy認為第八章當作一個故事的結尾不錯，單獨創作一首歌就多多少少有畫蛇添足之感。

## 歌曲簡介

### 黃昏時的惡作劇
|  | 前傳，描述艾維里奧斯地區古代露西菲尼亞王國(Lucifenia)貴族雙胞胎的幼年生活。 |

- 影音
  - 原始版：（2010年8月3日發佈）
  - 原始錄音 （页面存档备份，存于）
- 歌詞
  - 日文原文 （页面存档备份，存于）
  - 中文翻譯 （页面存档备份，存于）

在什麼都沒有的地點　突然摔跤並哭出聲來
不要緊　那一定是壞心腸黃昏的惡作劇唷
得在天空變暗之前快點回去才行
水平線的那一頭　惡魔在微笑
「讓你們倆進到我黑色的肚子中玩吧」
得在在被吃掉之前快點回去才行
小小的箱子　隱藏在海濱的沙地中
夜空的黑暗下　小箱子被沙地包圍　已再也無法發現
兩人　各拿一半　將夕陽接合出來吧
我（公主）是白晝　我（王子）是黑夜　手牽起來的話就是橘紅色的天空
第三次的鐘聲　暗示着惡魔的甦醒
臉上一付渴望的表情　以銳利的目光注視這裏
我（公主）的點心才不要給你
饑餓的惡魔　臉上一付悲傷的表情
「就是將全世界都吞入　我的肚子還是不會飽」
因為實在太可憐　我（王子）的點心分給你
「謝謝您　王子殿下　作為感謝　將這個海的小秘密　悄悄告訴您」
我（王子）之後也告訴妳（公主）　這片海的美麗秘密
|  | 以《惡之娘》描述表面上童話般的故事，以《惡之侍從》描述背後不為人知的事實。 |

### 惡之娘
- 影音
  - 原始版：（2008年4月6日發佈）
  - mothy的最後一次錄音 （页面存档备份，存于）
  - velvet mix版：（2009年12月27日發佈）
  - velvet mix版錄音 （页面存档备份，存于）
  - mothy在youtube發佈的影片：https://www.youtube.com/watch?v=W77q-kK8iA8 （页面存档备份，存于）（2019年12月4日發佈）
- 歌詞
  - 日文原文 （页面存档备份，存于）
  - 中文翻譯 （页面存档备份，存于）

一個吟遊詩人，像是唱童謠般，唱著這樣的故事：
艾維里奧斯地區古代，在黃之國裏，有位十四歲的公主成為了國家的元首。她殘暴荒道，百姓生活在水深火熱之中。後來公主單戀青之國的藍髮青年，然而王子卻喜歡上了鄰國綠之國的少女，於是公主下令滅了綠之國。
長年征伐與嚴苛的賦稅，令民眾的怨忿沸鼎，王室終被人民推翻。一名穿著紅色鎧甲的女劍士率領民眾攻破王宮，抓住了陷入危機卻仍無動於衷的公主，最後公主被判處死刑。

### 惡之執事
由公主的雙胞胎弟弟的視角敘述背後不為人知的悲劇真相。
- 影音
  - 原始版：（2008年4月29日發佈）
  - mothy的最後一次錄音 （页面存档备份，存于）
  - velvet mix版：（2009年12月27日發佈）
  - velvet mix版錄音 （页面存档备份，存于）
  - mothy在youtube發佈的影片：https://www.youtube.com/watch?v=yzpNpaS0uLc （页面存档备份，存于）（2019年12月27日發佈）
- 歌詞
  - 日文原文 （页面存档备份，存于）
  - 中文翻譯 （页面存档备份，存于）

雙胞胎姊弟在眾人期待下誕生，可是在成年貴族操弄下自幼被迫分離，人生亦一分為二。公主長大後，弟弟回到王宮，不能當王子，只能當公主的貼身侍從。弟弟因為手足之情，決定不惜一切守護姊姊，而且到了不擇手段的程度，背負惡名也不在乎。國家發生饑荒，親衛隊長勸諫公主反被處決，就是弟弟動手殺的，紅衣少女哭著發誓要為父復仇。
弟弟出使鄰國，在街上遇到綠之國的少女，對她一見鍾情，但她已有心上人——青之國的藍髮青年，而藍髮青年又是公主的單戀對象。妒火中燒的公主想殺掉綠之國的少女，因此命令大臣帶兵消滅綠之國，然後要求弟弟動手殺掉綠之國的少女。弟弟暗中獨自哭泣。
紅衣少女和藍髮青年的復仇之火終於燒到了王宮，弟弟提出交換身份的想法，假扮姊姊以讓她逃亡。弟弟認為：「如果姊姊是惡魔，我也一樣是惡魔，我不在乎上斷頭台。」對於弟弟的自願犧牲，公主整個情緒崩潰，雙胞胎仍然交換身份。弟弟告訴姊姊：「如果能投胎轉世的話，那時再一起玩吧。」然後讓姊姊逃亡。最後弟弟代替姊姊上斷頭台接受斬首之刑。
|  | 若將此部分視為續集，則少女是雙胞胎的姊姊，少年則是雙胞胎的弟弟。 |

### 懺悔的訊息
- 影音
  - 原始版：（2008年5月25日發佈）
  - mothy的最後一次錄音 （页面存档备份，存于）
  - velvet mix版：http://www.youtube.com/watch?v=7KsTDiXvbyo （页面存档备份，存于）（2010年2月7日發佈）
  - mothy在youtube發佈的影片（重編曲）：https://www.youtube.com/watch?v=7bdSWHkHbec （页面存档备份，存于）（2020年12月27日發佈）
- 歌詞
  - 日文原文 （页面存档备份，存于）
  - 中文翻譯 （页面存档备份，存于）

少女獨自佇立在海灘邊。在她面對的海域，流傳着一個傳說：「把寫著願望的羊皮紙，放在小瓶子裡，放流到海裡的話，總有一天，願望會實現。」少女扔出了她的願望小瓶，小瓶隨著海波漂流至地平線的彼方，她回憶起沉痛的過往：少女非常嬌生慣養，總是任性地對少年予取予求。少年極為疼愛少女，永遠答應她的一切要求，永遠為她的需求操勞煩心，最後少年失去了性命。少女發現自己的罪孽時為時已晚，她的願望小瓶裝著眼淚、悔恨和微小的願望：「如果能投胎轉世的話，那時再一起玩吧。」
實際演唱時，最後一句「那時再一起玩吧」沒有唱出，變成陣陣的海浪拍打聲，有聽眾認為少女感到懊悔與自責而投海自盡。不過依照作者mothy製作的外傳《白髮少女》，少女沒有投海自盡，海浪拍打聲是願望小瓶拋入海中時發出的聲音。少女最後在港都和另一名頭髮白色的少女結為好友，兩人一起在教會過平靜的生活。

### 重生之日
- 影音
  - 原始版：（2008年12月27日發佈）
  - 原始錄音 （页面存档备份，存于）
  - mothy在youtube發佈的影片（重編曲）：https://www.youtube.com/watch?v=r2hjzCJ18-Q （页面存档备份，存于）（2020年8月19日）
- 歌詞
  - 日文原文 （页面存档备份，存于）
  - 中文翻譯 （页面存档备份，存于）

少年死後靈魂遭到禁錮，囚禁在漆黑的暗室中。少年的靈魂沉睡於此。醒來時，他無法看見也無法聽見任何事物，除了發現暗室的天花板有個裝了發條的大洞。洞口傳來綠髮女子(伊莉娜)的聲音：「充滿罪孽的少年，你將永遠，無法離開這個房間。」少年想起生前所犯的罪孽，理解到被禁錮於此的理由和下場，一切已無法挽回。少年的靈魂被扣上紅色的手銬和藍色的腳鐐，分別代表被殺害的紅衣女子的鮮血和被遺棄的雙胞胎所留下的淚。天花板的大洞傳來別的聲音，少女持續為少年的靈魂唱著搖籃曲，用歌聲治療少年的心靈，發條和洞口之間的縫隙傳來少女帶給少年的願望小瓶：，暗室開始大放光明。可是發條開始轉動，發出樂聲：「罪惡絕不會被原諒」，少年的靈魂和少女沒有放棄，一起唱著搖籃曲。紅色的手銬終於解開，對少年說：「你將要重生」；藍色的腳鐐也解開，對少年說：「今天是你的新的生日。」少年的靈魂即將轉世，很快就可以與少女重逢。
由於《重生之日》的歌曲影片中，主唱鏡音連穿著VOCALOID的制服演唱這首歌曲，有聽眾認為這對雙胞胎輪迴轉世後投胎為一對會唱歌的機器人，大部份的PV都以此作為《惡之系列》的故事結局。（《惡之侍從》的歌曲影片中，主唱鏡音連穿著古式宮廷服裝演唱。）
在《～Evils Kingdom～》以及youtube發佈的影片中，主唱鏡音連演唱這首歌曲時，並未穿著VOCALOID的制服，而是穿其他服裝。
實際上惡之召使─艾倫公式服和「毒」（原罪者─亞當及夏娃的轉生體）的服裝是一模一樣的，都是《惡ノ王國～Evils Kingdom～》專輯中的服裝。
再加上從目前的小說來看，《再生之日》劇情每一條都符合亞連的所作所為，而「毒」只是沒有自主意識的毀滅武器，因此該曲的主角為惡之召使─艾倫。
|  | 後傳，描述少女的晚年。 |

### 持續等待的回信
- 影音
  - 原始版： http://www.youtube.com/watch?v=aUzLciZiLVY （页面存档备份，存于）（2011年12月27日發佈）
  - 錄音
  - 重編曲版：https://www.youtube.com/watch?v=Ej6X_V57nhQ （页面存档备份，存于）（2019年8月12日發佈，2020年12月27日上傳youtube）
- 歌詞
  - 日文原文（重編曲版）
  - 中文翻譯 （页面存档备份，存于）

海濱的一所孤兒院，一群被遺棄的孤兒受一名溫柔、總是微笑的老修女照顧。即使遇到貧困的狀況，這些孤兒仍然幸福。老修女畢竟年邁，在最後的日子，孤兒們道：「妳對大家這麼好，有願望想要達成嗎？再怎麼勉強的願望都無妨。」老修女微笑說她在等一封回信，年輕時所寄出，不知是否寄達的一封信， 在等那封信的回信。如果願望能實現，如果罪孽被饒恕，她在等那封信的回信。這應該是不可能實現的願望，忘掉吧，老修女微笑說。她把那封信寄給了誰？孤兒們分頭尋找，找遍全國，找到一名知道老修女過往的老畫家。老畫家說出了事實，她過去殺了人，讓多人流淚、陷入不幸。那封信的收信人早已不在人世，不會有回信。即使如此、即使她身形老朽，她仍然繼續等回信。老修女臨終之日，其中一名孤兒買了張羊皮紙，偽造回信給她，她最後說了「謝謝」。消散的悲願、一如往常的微笑。發現罪孽總是在一切都已過去之後。
|  | 外傳，由其他角色的觀點來看這個事件。 |

### 白髮少女
由綠之國的少女的好友兼戀人——白髮少女的觀點來看這個事件。
- 影音
  - 原始版：（2010年1月6日發佈）
  - 原始錄音 （页面存档备份，存于）
- 歌詞
  - 日文原文 （页面存档备份，存于）
  - 中文翻譯 （页面存档备份，存于）

- 第一幕　森林

綠之國中有一名頭髮白色的少女。由於國民頭髮都是綠色，因此大家都不喜歡頭髮白色的她。她在森林深處一棵年齡已有千年的樹下向神祈願，希望能有一個朋友。
- 第二幕　村子

就在樹旁，真的出現一個人願意與白髮少女為友，這個人是個頭髮比任何人都要綠都要漂亮的少女，綠髮少女卻不排斥白髮少女，反而覺得白髮少女是比任何人都要完美的人。
- 第三幕　城鎮

兩人離開了村子，一起到城鎮討生活，兩人一同在某富商家幫傭。雖然還不習慣，但是既然有了伴，白髮少女倒也甘之如飴，直到……那個男人在富商家出現，讓全部都變了調。
　那個男人一頭藍髮，是大海另一邊的統治者，在富商家遇見綠髮少女後就彼此相戀，藍髮男人也因此拒絕了鄰國公主的求婚。鄰國公主惱羞成怒，發動戰爭，並且下令殺掉所有綠頭髮的女人。
所有的人都死了，綠髮少女跑來與她為友，白髮少女卻沒有甚麼可以回報的，到最後也不能替綠髮少女受死，白髮少女覺得愧疚。
- 第三．五幕　革命

紅鎧女劍士發動革命反抗鄰國公主。
- 第四幕　港口

白髮少女在港都的教會開始新生活，生活中聽到了鄰國公主被革命推翻並被處死的傳聞。白髮少女在港都救了一名昏倒的女孩，彼此成了很要好的朋友。
- 第五幕　教會

教會的告解室，沒有任何人在裡面，除了被白髮少女所救的那女孩以外，那女孩在懺悔。告解室外面也沒有任何人，除了白髮少女。那女孩的懺悔被白髮少女聽到，原來那女孩就是「惡之娘」。
- 第六幕　海濱

那女孩在海灘思念故人，白髮少女怒氣沖沖的站在那女孩背後，抽出一把刀正要刺下去，白髮少女想要為綠髮少女報仇。可是白髮少女放棄了，那女孩跟遇到綠髮少女之前的白髮少女一樣孤獨，白髮少女可憐那女孩，遂放棄了復仇。
就在此時在海邊出現的幻影，那個少年是誰？……

### 樹之少女～千年搖籃曲～
由綠之國的少女的觀點來看綠之國的少女與白髮少女間的愛情。
- 影音
  - 影音 （页面存档备份，存于）（2011年8月13日發佈）

### 針音時鐘塔
青色的國王反思自身所作所為之正確性，並對其母產生懷疑；富商的長女則想要知道事件真相。
這一切誤會及悲劇背後的黑暗─『七大罪之器』將開始逐漸顯露正體──
- 影音
  - 原始版：（2012年3月30日發佈）
- 歌詞
  - 日文原文 （页面存档备份，存于）
  - 中文翻譯 （页面存档备份，存于）

### 本篇兩部分之間的關係
第二部分內含《悔恨的訊息》與《重生之日》兩首日語歌曲。作者mothy於其個人網路日誌表示《重生之日》是《悔恨的訊息》的回應（answering song），因此《悔恨的訊息》與《重生之日》明確地組成第二部分。
作為《惡之娘》及《惡之侍從》（即第一部分）的尾聲，作者mothy發表了《悔恨的訊息》，但是發表時沒有作任何說明，僅表示此曲可以當做《惡之娘》及《惡之侍從》的續集；認為不是續集也可以，可由聽眾自行想像。由於這首最後兩句歌詞「如果能投胎轉世的話，那時再一起玩吧」（最後一句實際演唱時沒有唱出）與《惡之侍從》的最後兩句歌詞一致，聽眾一般傾向於將《悔恨的訊息》當做第一部分的續集。作者mothy後來在其發表的小說的後記中表示，如果聽眾把《惡之娘》、《惡之侍從》、《悔恨的訊息》及《白髮少女》四首歌都聽了的話，閱讀小說中的故事會更有樂趣，因此聽眾將《悔恨的訊息》當做《惡之娘》及《惡之侍從》的相關歌曲，是完全沒有問題的。
《重生之日》作者mothy表示真相就在歌曲影片某處的閃光之中。由於歌曲影片於3分31秒至3分33秒間每隔一秒各會閃現一張圖片（共三張），圖片持續時間極短促，圖片內容為「－悔恨的訊息－，如果能投胎轉世的話，那時再一起玩吧」（最後一句沒有完整出現），正是《悔恨的訊息》的日文歌名（第一句）以及《惡之侍從》的最後兩句歌詞（第二句及第三句），另外圖片中還能看見裝羊皮紙的小瓶子，小瓶子亦出現在《悔恨的訊息》的歌詞中。因此聽眾一般認為《重生之日》與《惡之侍從》及《悔恨的訊息》都有關係。
另一方面，作者mothy亦表示《重生之日》是2008年間所創作的十首歌曲的一個總結，因此《重生之日》的一部分歌詞與惡之系列無關，以「水這個字　惡這個字　我們把那變為歌吧」為例，這一句其實是呼應《文字遊戲》的「水這個字　首次學會了　惡這個字　學會的時候」，而與《惡之系列》無關，從另一個角度來看，《重生之日》也可以與《上發條的搖籃曲》、《庭園造景的少女》另外組成《上發條的搖籃曲系列》。需要指出的是，作者mothy明確指出《庭園造景的少女》與《惡之系列》中的綠之國少女完全無關。
各類二次創作（無論是PV或者小說、漫畫、遊戲、舞台劇、動畫）都常將第二部分視為第一部分的續集。

### CD
http://akunooukoku.com/ （页面存档备份，存于）
《～～》是mothy的第二張商業專輯，於2010年12月22日發行，收錄了mothy創作的16首歌曲，包括惡之系列前傳、本篇四首歌和外傳。每一首都由mothy作詞、作曲。全部重新錄製過。
收錄曲：
- 月光下的熊（moonlit bear）－初音未來
- 遺下的月夜抄－鏡音鈴、連
- 時之物語－巡音流歌、鏡音鈴、連
- 公爵的瘋狂－神威樂步
- 惡食娘康奇塔－MEIKO
- 黃昏時的惡作劇－鏡音鈴、連
- 惡之娘－鏡音鈴
- 惡之侍從－鏡音連
- 悔恨的訊息－鏡音鈴
- 白髮少女－
- 重生之日（Re_birthday）－鏡音連
- 圓尾坡的裁縫店－巡音流歌
- 惡德法官－KAITO
- 庭園造景的少女－初音未來
- 針音時鐘塔－KAITO
- 隱藏音軌－鏡音鈴、連

## 舞台劇公演
舞台劇由日本職業劇團X-QUEST依據惡之系列改編，劇本由團長執筆，於2010年1月27日至1月31日在東京池袋的東京藝術劇場上演。

### 原聲帶
http://x-quest.jp/akuno/goods.html （页面存档备份，存于）
這張CD是mothy的首張商業專輯，內容是舞台劇的原聲配樂及歌曲合輯，於2010年2月3日發行。
收錄了4首歌曲及8首配樂。4首歌曲包括惡之系列本篇三首歌和前傳一首，由mothy作詞、作曲，下田麻美主唱。8首配樂由カンガルー鈴木作曲。
收錄曲
- 序曲
- 惡之娘－下田麻美
- 王宮眾人
- 黃之國公主
- 惡之侍從－下田麻美
- 綠之國的少女
- 藍髮戰士
- 紅鎧革命者
- 黃昏時的惡作劇－下田麻美
- 戰火騷亂
- 兩個公主
- 悔恨的訊息－下田麻美

## 小說
mothy將整個故事寫成小說，由PHP研究所出版，共四冊。中文版由台灣東販出版。
- 第一冊《黃之終曲》由僕人及紅鎧女劍士的視角來看整個故事。壹加繪製封面及內文插圖，憂繪製卷首彩圖，繪製附贈海報。
- 第二冊《綠之搖籃曲》以《白髮少女》及《悔恨的訊息》兩首歌為基礎改寫而成。鈴之助繪製封面，壹加繪製內文插圖，憂繪製卷首彩圖，、繪製附贈海報。
- 第三冊《紅之前奏曲》以紅鎧女劍士發動革命五年後的黃之國與紅之國為舞台，自尤吉娜的視角來看整個故事。繪製封面，壹加繪製內文插圖，憂、繪製卷首彩圖，、繪製附贈海報。
- 第四冊《藍之序曲》，繪製封面，壹加繪製內文插圖，憂、電鬼、初、繪製卷首彩圖及附贈海報。

| 集數 | PHP研究所 | PHP研究所      | PHP研究所              | 台灣東販          | 台灣東販       | 台灣東販               |  |
| 集數 | 書名      | 出版日期       | ISBN                   | 書名              | 出版日期       | ISBN                   |  |
| ---- | --------- | -------------- | ---------------------- | ----------------- | -------------- | ---------------------- |  |
| 1    | （）      | 2010年8月10日  | ISBN 978-4-56-979103-6 | 惡之娘 黃之終曲   | 2012年12月27日 | ISBN 978-986-251-934-9 |  |
| 2    | （）      | 2011年2月24日  | ISBN 978-4-56-979457-0 | 惡之娘 綠之搖籃曲 | 2013年2月8日   | ISBN 978-986-251-986-8 |  |
| 3    | （）      | 2011年12月23日 | ISBN 978-4-56-980137-7 | 惡之娘 紅之前奏曲 | 2013年5月26日  | ISBN 978-986-331-037-2 |  |
| 4    | （）      | 2012年3月22日  | ISBN 978-4-56-980307-4 | 惡之娘 藍之序曲   | 2013年8月17日  | ISBN 978-986-331-094-5 |  |

### 小說與歌曲之差異
小說中一些設定出現變更，與先發表的歌曲內容有所不同。
- 歌曲《惡之侍從》中僕人殺掉了綠髮少女，小說中卻說明了是另一位女僕奈伊(亞北)殺掉的。

### 登場角色
| 歌曲中使用的稱呼 | 小說中的名字                  | 角色原型(声优) |
| 黃之國公主 | 莉莉安娜‧露西芬‧督特里希 （） | 鏡音鈴         |
| --- | ----------------------------- | -------------- |
| 貴族雙胞胎的姊姊，十四歲時掌握黃之國國政，統治露西菲尼亞王國，旁若無人的公主。由於在宮殿內足不出戶，見過她相貌的人不多。 藍之國的普莉姆皇太后顧用『紅貓的魔導士』使莉莉安娜被大罪之器附身，以致統治手法極為殘暴，招來『惡之娘』的惡名，深受百性厭惡。 下達了俗稱「綠髮狩獵令」的艾爾菲人女性虐殺令之後，於國內爆發革命之際被補，在百姓面前遭到處決。 單戀藍髮青年。出於對母后（安妮太后）的敬重，在成年之前公主自己無意即位，因此掌握國政後仍然稱為「公主」，成年之後才打算即位成為女王，可是還沒成年就亡國。 亡國後逃亡到海邊的修道院成為修女改名為『鈴』。 之後的時代裡收養孤兒的修女─鈴、圓尾坂和服店的次女─三六燐、貝諾耶爾成員之一『第四號送貨員』─莉莉絲.巴爾德爾、隱身於電影院的少女─『等待者』。 皆為莉莉安娜。 |                               |                |
| 黃之國公主的貼身侍從 | 艾倫‧阿瓦多尼亞 （）          | 鏡音連         |
| 貴族雙胞胎的弟弟，本名艾雷克希爾‧露西芬‧督特里希（ ），幼年時被迫與姊姊分離，成為雷翁哈特‧阿瓦多尼亞的養子，十四歲返回王宮但不具王子身份。 在王宮內擔任公主的貼身侍從，一本正經的十四歲少年。馬術及劍術的實力都相當優秀，卻刻意選擇當個平凡的侍從。 在《七宗罪系列》最終章－－（Master of the Heavenly Yard）中與姐姐莉莉安娜一同啟動『Rebirthday』創造了第四世界。 在終末曲之一的《康奇塔協奏曲》中被惡食娘－－巴妮卡‧康奇塔稱為『天王』。 |                               |                |
| 紅鎧女劍士 | 潔兒美諾‧阿瓦多尼亞 （）      | MEIKO          |
| 住在露西菲尼亞首都 ，雷翁哈特‧阿瓦多尼亞的養女，艾倫‧阿瓦多尼亞不具血緣的姐姐。是惡食娘康奇塔跟卡洛斯.馬隆的後代，也是色欲公爵薩提里亞吉斯‧維諾瑪尼亞的後代。是個很照顧夥伴的豪爽大姐頭，備受大家愛戴。據說頭腦其實不錯。 因革命之功而聲名大噪的「紅鎧女劍士」。後為隸屬於夏蒂特部隊的軍人。但因為某些想法離隊。後來擔任格米莉亞護衛。 在《惡之圓舞曲》中被『紅貓的魔導士』奪走了身體成為了茱莉亞.阿貝拉爾。 在《七宗罪系列》最終章－－（Master of the Heavenly Yard）中為保護莉莉安娜而戰。 |                               |                |
| 歌曲中未出場 | 阿爾斯一世 （）               | 鏡音連         |
| 黃之國國王，艾倫及莉莉安娜的父親。 在年幼時乘坐的馬車因意外而墜落山崖，父母皆喪生自己也因此失去過一次肉體。之後被『千年樹森林』的精靈－－利奇(綠之少女的哥哥)賦予泥塑的肉體。 成年後便繼承王位，為了國家的統一出入戰場。 最後因肉體到達極限而崩壞。對外則宣稱是罹患『古拉病』離世。 在《七宗罪系列》最終章－－（Master of the Heavenly Yard）中為保護女兒而戰。 相關曲：《那位王自泥而生》 |                               |                |
| 歌曲中未出場 | 安妮 （）                     | Sweet Ann      |
| 黃之國太后，艾倫及莉莉安娜的母親。第六次『MA』計劃中誕生的雙子的後代。 原跟藍之國的皇太后－－普莉姆是好友。但因為阿爾斯為了與自己結婚而毀壞與普莉姆的婚約。而被普莉姆怨恨。 在阿爾斯死後攝政。不久便被普莉姆使用『怠惰的大罪之器』製作出的毒藥殺害。 在《七宗罪系列》最終章－－（Master of the Heavenly Yard）中為保護女兒而戰。 |                               |                |
| 歌曲中未出場 | 雷翁哈特‧阿瓦多尼亞           | LEON           |
| 艾倫及潔兒美諾的養父，黃之國三英雄之一。原為紅之國(貝爾傑尼亞帝國)的士兵，因迷戀安妮王妃背叛祖國手刃自己的兄弟投奔黃之國。戰爭時殺害了潔兒美諾的親生父母，為作為人質而虜走還是嬰兒的潔兒美諾。養育傑兒美諾的過程中慢慢產生真正的親子之情並有了愧疚之心。年輕時為保護潔兒美諾擊退了『紅貓的魔導士』跟殺手集團。一直在心中等待著那即將到來的『贖罪』。擔任王族親衛隊長，但因想法差異和公主勢成水火。十分好酒 在《七宗罪系列》最終章－－（Master of the Heavenly Yard）中為保護莉莉安娜而戰。 相關曲：《英雄之鎧常染鮮紅》 |                               |                |
| 歌曲中未出場 | 瑪麗安‧福塔皮耶 （）          | MIRIAM         |
| 王宮侍女長，奈伊的養母，黃之國三英雄之一。原來是殺手集團的一員，『紅貓的魔導士』的養女。在年輕時執行暗殺雷翁哈特的任務中因對初次見面的雷翁合特產生特殊的『感情』，而失手墜落峭壁喪失記憶，後被紫之國(阿斯莫汀帝國)的騎士團撿回，成為紫之國史上最年輕的將軍。與過去同為紫之國將軍的加斯特為舊識。在戰場上多次與雷恩哈特交鋒，因而培養出了特殊的情宜。因為某些原因不得不離開紫之國，在雷恩哈特的建議下成為黃之國的一員。個性嚴格但也有溫柔的一面，仰慕者眾多。擅長諜報活動，至今曾多次對他國進行調查。據說出生於東方島國。 在《七宗罪系列》最終章－－（Master of the Heavenly Yard）中為保護莉莉安娜而戰。 相關曲：《反轉墓碑的NeoMaria》 |                               |                |
| 心血来潮的魔法师 | 艾爾露卡‧克洛克沃克 （）      | 巡音流歌       |
| 不單是《惡之系列》，是貫穿了整個《七宗罪系列》的角色。在整個系列作的歌曲、小說、外傳皆有一定程度的活躍。是如同本作主人公一般的角色。 王宮魔導師，露西菲尼亞三英雄之一，『紅貓的魔導士』的宿敵，米凱拉與格米莉亞的師傅。預言絕對準確，在王宮中有很多信徒。其發言的影響力甚強，在王宮中似乎兼具顧問的地位。 從上一代國王就任職於宮廷。接受大地之神艾爾德的委託，收集「大罪之器」。在加入黃之國之前曾多次接受紅之國的委託調查『維諾瑪尼亞公爵』、『吸血少女巴妮卡』等大事件，之後更成為紅之國的顧問，也是在那時認識被紫之國驅逐的加斯特。出生於北國‧白之國(雷維安塔魔導王國)。 之後的時代中也各有十分活躍的表現，在蛇國的蛇坂原之戰中也有參與推翻初音蛇姬的戰役。 綠之國(艾爾菲戈特王國)的連續毒殺案中以漢娜.弗里吉斯的名義介入過調查，黃之國(露西菲尼亞共合國)的連續殺害妓女的凶案中更藉由這兩起案件找尋到了犯罪組織貝諾耶爾的線索，並將其從根本摧毀。 同時跟其愛徒格米莉亞在梅里戈德高地與貝諾耶爾的首領－－『一號聖誕老人』，『紅貓的魔導士』伊莉娜.克洛克沃克以及其養子『五號小丑』雷米.阿貝拉爾做最後的了結，在此事件中想起了自己的真實身份，之後便銷聲滅跡。 在蛇國的圓尾坂的和服店一家的凶殺案中也有疑似出現的身影。 USE暗星廳的法官甘道夫.瑪隆之妻也名為艾爾露卡.MA.克洛克沃克。 在《七宗罪系列》最終章－－（Master of the Heavenly Yard）中與艾倫一同擊敗了魔女『MA』。 |                               |                |
| 歌曲中未出場 | 夏蒂特‧蘭格雷 （）            | 重音テト       |
| 莉莉安娜的貼身侍女，艾倫的幼時玩伴。天生一身蠻力的她擅長體力勞動，但相對的不擅長精細作業，所以經常弄壞東西，其活潑的性格博得公主青睞，有時候還獲准與公主共進下午茶。 革命後與潔兒美諾一起周遊各國。三年多後在貝爾傑尼亞帝國擔任蘭格雷部隊隊長。憑介自豪的怪力揮舞一般人難以駕馭的巨劍，是個大力戰士。 《惡之圓舞曲》中年老時在『蛇國』為奪回潔兒美諾的身體與『紅貓的魔導士』一戰，但因年事已高不敵而亡。 在《七宗罪系列》最終章－－（Master of the Heavenly Yard）中為保護莉莉安娜而戰。 |                               |                |
| 金髮的刺客 | 奈伊‧福塔皮耶 （）            |                |
| 莉莉安娜的貼身侍女，侍女長瑪麗安的養女。任何工作都做得面面俱到，但缺點是喜歡說長道短又大嘴巴，曾因此引發事端。莉莉安娜很喜歡她，視其為情報來源。 最近似乎和養母一樣從事諜報活動。 是『大罪之器－－惡食的酒杯』的契約者。 |                               |                |
| 歌曲中未出場 | 格米莉亞 （）                 | Megpoid        |
| 於王宮任職的魔法師，師從艾爾露卡‧克洛克沃克。生性沉默寡言，散發著神秘氣息，十分看重上下關係。號稱是下一代的三英雄，身為魔導師的實力還是未知數。與綠之國的米凱拉是好友。 事實上是千年樹的眷屬，是精靈。雖然老是以不帶感情的口吻說話，其實非常珍重朋友。身為精靈能變身成花栗鼠，轉生時選擇了艾爾菲戈特首位女宰相格米娜‧葛拉斯雷德的外貌。 革命之後曾和艾爾露卡一同旅行，兩人失散後在紅之國(貝爾傑尼亞帝國)成為皇帝顧問。在那時解救了被屍兵追殺的夏特蒂跟潔兒美諾。之後便再與兩人回到黃之國一同驅散凱爾身上的『傲慢的惡魔』。 藍之國(瑪隆國)與在自己體內的師傅－－艾爾露卡一同擊敗『紅貓的魔導士』，奪回艾爾露卡的身體。協助凱爾、潔兒美諾、夏特蒂打倒普莉姆皇太后及奈伊。 歷史上最後的記錄即是在『梅里戈德高地決鬥』中跟師傅艾爾露卡.克洛克沃克一同與『紅貓的魔導士』做出了結。之後便消失在歷史的舞臺上。 在原作者的VM同人小說《Outlaw&Lychgate》中揭曉在第二世界時期中與米凱拉(麥克爾)是為未婚夫妻關係。 |                               |                |
| 歌曲中未出場 | 莉莉安娜‧穆榭 （）            | Lily           |
| 露西菲尼亞雷塔桑要塞的前任總司令。說話口氣豪邁，個性不讓鬚眉又好親近。討厭「莉莉安娜」這個名字，因為與殘暴的公主同名，一般自稱「莉莉」。 在《七宗罪系列》最終章－－（Master of the Heavenly Yard）中為保護莉莉安娜而戰。 |                               |                |

| 歌曲中使用的稱呼 | 小說中的名字         |                     |
| 綠之國的少女 | 米凱拉 （）          | 初音未來            |
| --- | -------------------- | ------------------- |
| 和克菈莉絲一起在基爾家服務的僕人，克菈莉絲的情人，也是格米莉亞的朋友(未婚夫)。溫柔親切的性格加上美麗的容貌和甜美的歌聲，使她廣受眾人喜愛。擅長所有家事，是個十分優秀的僕人，自稱今年十六歲。 侍從與藍髮青年的單戀對象，黃之國公主因此妒火中燒，想要殺掉綠之國的少女，但不知道綠之國的少女是綠之國的哪一個人，索性發動軍隊消滅綠之國。 是綠之國的平民，不具貴族身份更不是公主。具有一付好歌喉。 事實上是千年樹的眷屬。性格開朗活潑又好奇心旺盛，對人類很感興趣，喜歡美麗的人類女性。身為精靈能變身成知更鳥，選擇「原罪者」的模樣作為變身之後的人類外形。 原本是無性別的精靈，透過艾爾露卡的魔法轉生成人類，以歌后米凱拉之名為天下所知。身為人類的生命結束之後獲選為艾爾德的繼承人，化為一株小樹苗。 在樹之少女～千年搖籃曲～中，敘述了其實綠之國少女喜歡白髮少女。 對藍髮青年一廂情願的行為感到愚蠢又憤怒，但又無可奈何。 在作為人類的自己死去之前，又聽到了惡之召使艾倫述說著對自己的愛意後，暗自感嘆著：『男人真的全都是笨蛋!』 又想到原本打算戰爭結束後帶著克菈莉絲一同到『千年樹森林』一起生活，因此心中充滿對白髮少女的愧疚與不捨，以及即將與白髮少女分離的悲傷。 小說版《惡之娘 綠之搖籃曲》中與克菈莉絲互吻並互相表示愛意。 在惡之系列及七宗罪系列共有結局《master of the heavenly yard》小說版中揭露其真身為第二世界的男性心理學者。本名為麥克爾‧阿庫爾。 《master of the heavenly yard》中帶領第三世界的眾人詠唱《LuLiLa LuLiLa奏響之歌》協助艾倫擊敗魔女『MA』救出莉莉安娜與其他大罪契約者。 |                      |                     |
| 白髮少女 | 克菈莉絲 （）        |                     |
| 綠之少女的情人，和米凱拉一起在基爾家服務的僕人。手腳有點笨拙，不擅長做家事，可是料理卻很拿手，大家都說她做的布里歐很可口。 住在亞茲齊村的涅茲瑪族少女，對於自己異於常人的白髮紅眸抱有心結。或許是身為異民族導致自幼備受輕視之故，性格自卑。無論做任何事都竭盡全力，可是卻笨手笨腳又不得要領。 在故鄉的亞茲齊村時與養母相依為命，養母死後受到的欺凌加劇，接受米凱拉的建議一同前往首都阿凱德成為在基爾家服務的僕人。 亞茲齊村的村長的兒子─艾茵對克菈莉絲懷有愛慕之情，時常幫克菈莉絲解圍。不過本人沒有察覺到艾茵的感情，克菈莉絲也似乎是喜歡女性的。 在小說版《惡之娘 綠之搖籃曲》中與米凱拉互吻並互相表示愛意。 在惡之系列及七宗罪系列共有結局《master of the heavenly yard》中騎著約瑟芬拯救了被『塔桑軍』攻擊的莉莉安娜。之後與米凱拉一同守望著世界。 |                      |                     |
| 《悔恨的訊息》的主角 | 鈴 （）              | 鏡音鈴              |
| 昏倒在教會門前斜坡上的少女，被白髮少女所救。最初十分任性，一點點地變得坦率。真實身份是逃離王宮的『惡之娘』。 五年後成為修女。拋棄過去和姓名，在港都過著修女的生活。最大的特徵是一頭美麗的金髮和藍眸。 後來的一生都在懺悔著自己的罪孽自年老離世。 之後的時代裡圓尾坂和服店的次女─三六燐、貝諾耶爾成員之一『第四號送貨員』─莉莉絲.巴爾德爾、隱身於電影院的少女─『等待者』。 皆為莉莉安娜的轉生。 在《七宗罪系列》最終章－－（Master of the Heavenly Yard）中與弟弟艾倫一同啟動『Rebirthday』創造了第四世界。 |                      |                     |
| 富商 | 基爾‧弗里吉斯 （）   | 冰山KIYOTERU        |
| 綠之國首都阿凱德的富商。隨時面帶笑容，性格溫和，但在商場卻十分貪婪。與青之國國王凱爾‧馬隆是好友，經常互相聯絡。 在阿凱德坐擁豪宅，來自馬隆國的移民，也是國內最富有的資產家。是商業聯盟的領袖，不過就是拿女兒沒輒。 |                      |                     |
| 富商之妻 | 米吉娜‧弗里吉斯 （） | SF-A2 開發Code miki |
| 基爾之妻。由於生了一張娃娃臉而難以判斷年齡，一頭紅髮令人印象深刻。原本是青之國大貴族之女，卻隨著基爾遠渡艾爾菲戈特成為商人之妻。她全身洋溢高貴的氣質，是位很有看人眼光的賢妻良母。 『貪婪的大罪之器』的契約者。 |                      |                     |
| 歌曲中未出場 | 尤吉娜‧弗里吉斯 （） | 歌愛YUKI            |
| 基爾‧弗里吉斯的長女，興趣是寫故事。 底下還有弟弟和妹妹。性格天真浪漫又愛惡作劇經常耍得克菈莉絲團團轉。最近預定出版著作。偏愛的文具是羅拉姆鳥羽毛筆。 自幼便發揮寫作天賦，是全艾維里奧斯地區小有名氣的新秀小說家。革命五年後為了某個目的離開祖國馬隆，周遊各國旅行中。 在《七宗罪系列》最終章－－（Master of the Heavenly Yard）中為保護莉莉安娜而戰。 |                      |                     |
| 歌曲中未出場 | 修‧弗里吉斯 （）     |                     |
| 基爾‧弗里吉斯的長子，尤吉娜的弟弟。 |                      |                     |
| 歌曲中未出場 | 加斯特‧維諾姆 （）   | GACKPOID            |
| 帶領傭兵團的卓越傭兵，被稱為「阿斯莫汀的惡魔」，阿斯莫汀（）是個曾經藉由戰爭與黃之國爭奪霸權的國家，別稱是紫之國。 使用在艾維里奧斯地區十分罕見的武器。由於那端莊的容貌與一頭長髮，經常被人誤認成女性。 過去似乎與三英雄有某種關聯。 在《七宗罪系列》最終章－－（Master of the Heavenly Yard）中與艾倫一同支援與『塔桑軍』交戰黃之國軍隊。 |                      |                     |

| 歌曲中使用的稱呼 | 小說中的名字     |          |
| 青之國的藍髮青年 | 凱爾‧馬隆 （）   | KAITO    |
| --- | ---------------- | -------- |
| 在歌曲《惡之娘》中是青之國的王子，在歌曲《白髮少女》及小說中是青之國的國王。黃之國公主的單戀對象，藍髮青年愛的是綠之國的少女，小說與歌曲的世界觀相通所以藍髮青年是單戀。（綠之少女所愛上的是白之少女） 西海島國馬隆的國王，也是莉莉安娜的未婚夫。莉莉安娜稱呼他『凱爾哥哥』。跟基爾是朋友，與雷翁哈特也頗有交情。 在好友基爾口中是「每個月都來參加晚宴的遊手好閒傢伙」。據說在母親普莉姆太后面前抬不起頭，對此很不甘心。對自身的自卑情結而將對米凱拉身上擁有才能的崇拜誤解為愛情，因此一廂情願的擅自背棄與莉莉安娜的婚約。 年輕國王，革命結束後併吞黃之國，自我陶醉的實行軍事擴張政策以及魔女狩獵。由於性格溫柔認真，對自身的平庸懷有自卑情結，因此招致附身的惡魔失控，造成整個大陸都彌漫戰爭的不安。 最後被格米莉亞等人所救，跟格米莉亞前往青之國，對母親普莉姆懷疑。 事件結束之後退位，將王位讓給同父異母的兄弟後隱居在『千年樹的森林』，重捨畫筆如願成為畫家，一生都被他人所操弄的可悲的男人。 因為在故事中後段仍不承認是自己的單戀間接害死綠之少女跟導致了一連串的悲劇的事實，因此一直被格米莉亞所厭惡著。 更被失去戀人的白之少女所憎恨著，曾還想過要是下次見到藍髮青年就將其殺死。 在《七宗罪系列》最終章－－（Master of the Heavenly Yard）中為保護莉莉安娜而戰。 |                  |          |
| 歌曲中未出場 | 普莉姆‧馬隆 （） | PRIMA    |
| 青之國太后，曾與黃之國的國王阿爾斯一世有過婚約，凱爾和奈伊的母親。從前在黃之國受到艾爾露卡的影響對魔法產生興趣，將魔導師阿比斯‧I‧R(紅貓的魔導士)納入親信。似乎暗地裡操縱艾維里奧斯地區的情勢。 『怠惰的大罪之器』的契約者。 |                  |          |
| 歌曲中未出場 | 奈伊‧馬隆 （）   | 亞北ネル |
| 黃之國三英雄之一 瑪麗安‧福塔皮耶的養女。因為能力受到肯定而擔任青之國特務工作隊隊長，可是這是表面上的說辭，真正身分是青之國的第13公主，同時也是黃之國國王阿爾斯一世的私生女。 因受到『大罪之器』的影響而陷入瘋癲，誤殺了親生母親的普莉姆。 在時鐘塔上與凱爾及潔兒美諾一決勝負後被擊敗。 最後被阿比斯‧I‧R所殺害。 在凱爾的夢境中揭露了其真面目是神之雙子之一的葛蕾塔的轉生，在之後的時代裡靜靜的躲在酒杯裡等待『終末』的到來…… |                  |          |

### 相關名詞
- 艾爾德之樹
人稱大地之神艾爾德寄宿的巨樹。曾是艾爾德教派的巡禮地，但現在由於艾爾菲戈特的政策原因被改名為了“千年樹”。
- 艾爾德教派
艾爾菲戈特從曾經的魔導王國雷維安塔獨立之際產生的宗派，信仰掌管和平和富饒的地龍艾爾德，禁止偶像崇拜。
- 貝殼項鍊
馬隆國的風俗，貴族在求婚時會送給女性一串貝殼項鍊。貝殼種類的選擇是對男性品味的考驗。
- 原罪者
致使“大罪之器”誕生的女性，也被稱作“極惡罪人”。五百年前，她在艾爾德之森－也就是現在的千年樹森林－引發了一場慘劇。
- 大罪之器
五百年前誕生於艾爾德之森（千年樹森林），被一分為七並分散在全世界，每個器中都寄宿有“大罪之惡魔”。被附身者會被吞噬自我。相反，若與惡魔締結契約，被附身者便能自由操縱它的能力。
- 三英雄
效忠於路西菲尼亞王國的“騎士雷翁哈特”、“魔導師艾爾露卡”、“刺客瑪麗安”三人的統稱。
- 非常厲害的蔥
神聖雷維安塔的前身－魔導王國雷維安塔－用來傳信的傳說魔具。只要持有者雙方都有魔力，縱然遠隔千里也能交談。
- 非常厲害的章魚
青之國送給黃之國的回禮中送給艾爾露卡的禮物，在青之國近海可以抓到，但當地百姓不會食用。被格米莉亞和艾爾露卡當作祭品令天空降雨。
- 魔法
艾維里奧斯地區於許久之前便失傳的技術，如今具備魔法資質的人少之又少。
- 萄萄漿果
栽培於整個艾維里奧斯地區地蔓狀植物，果實為穗狀，常被用來釀製紅酒等用途。
- 雷維教
艾維里奧斯地區最為盛行的宗教。以神聖萊文安塔為總部，存在數個宗派。
- 雷維亞教派
信奉兩隻神龍雷維亞和比西摩為唯一神，信徒數量遠高於其他宗派，屬於主流派系。

## 漫畫
《COMIC 悪ノ娘》（原作：悪ノＰ/ 作畫：壱加）。單行本預計全6卷。
| 集數   | PHP研究所      | PHP研究所              | 台灣東販      | 台灣東販               |
| 集數   | 出版日期       | ISBN                   | 出版日期      | ISBN                   |
| ------ | -------------- | ---------------------- | ------------- | ---------------------- |
| 第一幕 | 2014年2月15日  | ISBN 978-4-56-981665-4 | 2015年2月11日 | ISBN 978-986-331-620-6 |
| 第二幕 | 2014年12月26日 | ISBN 978-4-56-982347-8 | 2015年8月15日 | ISBN 978-986-331-779-1 |
| 第三幕 | 2016年1月26日  | ISBN 978-4-56-982775-9 |               |                        |
| 第四幕 | 2017年3月16日  | ISBN 978-4-56-983578-5 |               |                        |

## 情熱P的重編曲版
NICONICO動畫另一位日本籍使用者http://sound.jp/neontetra_feel/ （页面存档备份，存于）於2008年至2011年對惡之系列本篇四首歌製作了重編曲版。
2008年8月30日，NICONICO動畫有人發表名曲編曲集慶祝初音未來1周年，情熱P對《惡之娘》第一次進行重編曲，於2008年9月17日參加這個名曲編曲集，NICONICO動畫的聽眾提議繼續對惡之系列本篇的其他歌曲製作重編曲版，情熱P繼續對《惡之侍從》、《悔恨的訊息》及《重生之日》第一次進行重編曲。
| 第一部份 - 《惡之娘》爵士華爾滋版 - 第一次重編曲 - 2008年9月17日發表 - 影音 （页面存档备份，存于） - 中文字幕影音 （页面存档备份，存于） - 錄音 - 《惡之侍從》古典音樂版 - 第一次重編曲 - 2008年10月5日發表 - 影音 （页面存档备份，存于） - 中文字幕影音 （页面存档备份，存于） - 錄音 （页面存档备份，存于） | 第二部份 - 《悔恨的訊息》謠曲版 - 第一次重編曲 - 2008年12月27日發表 - 影音 （页面存档备份，存于） - 中文字幕影音 （页面存档备份，存于） - 錄音 - 《重生之日》原音樂版 - 第一次重編曲 - 2010年9月11日公開 - 影音（最後一首） （页面存档备份，存于） |

2010年4月11日，同人團體Brioche劇團於東京赤羽會館講堂公演舞台劇惡之XXX （页面存档备份，存于），情熱P參與音樂製作，對《惡之侍從》及《悔恨的訊息》第一次進行的重編曲作修改；《惡之侍從》的伴奏更換（歌聲沒有重新錄製），《悔恨的訊息》降了半個key，於2010年9月11日發表。之後情熱P對《重生之日》第一次進行的重編曲作出修改，歌聲重新錄製。
| 第一部份 - 《惡之侍從》交響曲版 - 第一次重編曲（修改） - 2010年9月11日發表 - 影音（第一首） （页面存档备份，存于） - 錄音 （页面存档备份，存于） | 第二部份 - 《悔恨的訊息》謠曲II版 - 第一次重編曲（修改） - 2010年9月11日發表 - 影音（第六首） （页面存档备份，存于） - 錄音 （页面存档备份，存于） - 《重生之日》原音樂版 - 第一次重編曲（修改） - 2011年2月27日發表 - 影音 （页面存档备份，存于） - 中文字幕影音 （页面存档备份，存于） - 錄音 （页面存档备份，存于） |

2011年9月17日，同人團體Brioche劇團於東京江東區龜戶文化中心公演舞台劇～惡之娘　One for two～ （页面存档备份，存于），情熱P參與音樂製作，對惡之系列本篇第二次進行重編曲。情熱P亦對白髮少女進行重編曲。
| 第一部份 - 《惡之娘》探戈版 - 第二次重編曲 - 《惡之侍從》古典音樂II版 - 第二次重編曲 - 2011年9月14日發表 - 影音 （页面存档备份，存于） - 錄音 | 第二部份 - 《悔恨的訊息》原始音樂版 - 第二次重編曲 - 2012年5月3日發表 - 影音 （页面存档备份，存于） - 《重生之日》原音樂舞曲版 - 第二次重編曲 - 2011年8月14日公開 - 錄音 |

- 《白髮少女》重編曲版
  - 2012年5月3日發表
  - 影音 （页面存档备份，存于）

情熱P的重編曲版亦將第二部分視為第一部分的續集。與mothy的原版相比，音樂節奏變得比較慢，第一次重編曲時，《惡之侍從》最後兩句歌詞「如果能投胎轉世的話，那時再一起玩吧」移去，《悔恨的訊息》最後兩句歌詞（也是「如果能投胎轉世的話，那時再一起玩吧」）改成鏡音鈴、連合唱；第二次重編曲時，《惡之侍從》及《悔恨的訊息》最後一句歌詞都變成鏡音鈴演唱的「如果能投胎轉世的話－」。

### 原聲帶
http://tetoteto.nekokaede.net/cd/scarletserenade/index.html[ ] （页面存档备份，存于）
這張CD是情熱P的第三張專輯，內容是舞台劇及的原聲配樂及歌曲合輯，於2012年4月28日發行。
收錄了12首歌曲及3首配樂。12首歌曲包括惡之系列本篇四首歌各兩種版本和外傳一首，再加上惡食娘。由mothy作詞、作曲，情熱P重編曲（ －祝福－及 －祈禱－除外，績利作詞、情熱P作曲）。全部重新錄製過。
收錄曲
- 惡之娘－爵士華爾滋版－鏡音鈴
- 惡之侍從－古典音樂版[註⁠ 5]－鏡音連
- 悔恨的訊息－謠曲版－鏡音鈴
- 重生之日－原音樂版
- 惡之娘－探戈版－鏡音鈴、GACKPOID
- 惡之侍從－古典音樂II版－鏡音連
- 孤独的公主
- 在黃城將紅花（種上） -王城陷落-
- 悔恨的訊息－原始音樂版－鏡音鈴
- 重生之日－原音樂舞曲版（Re_birthday -Unplugged Dance MIX-）－鏡音連
- 白髮少女重編曲版－巡音流歌
- 惡之侍從鋼琴獨奏曲
- －祝福－－初音未來
- －祈禱－－初音未來
- 惡食娘康奇塔 -古典樂電音版－巡音流歌

## 二次創作
惡之系列激起眾多創作者的想像力，作為二次創作的題材亦有超高歡迎度，一開始作者mothy的考慮是能讓聽眾瞭解劇情，同時又留給聽眾想像空間，不過聽眾所作出的各式各樣解釋已經超乎作者mothy預料之外，已經有不少同人將惡之系列改編成同人性質的PV、小說、漫畫、遊戲、舞台劇、動畫。此外亦有其他角色視點的衍生歌曲。
- 其他角色視點的衍生歌曲方面，主要有下面三首：
  - 青之國的藍髮青年 （页面存档备份，存于）（由KAITO演唱）
  - 紅鎧女劍士 （页面存档备份，存于）（由MEIKO演唱）
  - 綠之國的少女 （页面存档备份，存于）（由初音未來演唱）
- 遊戲方面，http://rinsuki.blog7.fc2.com/ （页面存档备份，存于） 將惡之系列改編成同人遊戲http://www.nicovideo.jp/mylist/8808888 （页面存档备份，存于）。
- 漫畫方面，漫畫同人誌及小說同人誌的數量非常多，其中製作規模最大者為左月由所製作的網路漫畫，預定製作26集，目前進行至第2集（第1集 （页面存档备份，存于）、第2集 （页面存档备份，存于））。
- 動畫方面，同屬鏡音三大悲劇的囚徒系列動畫製作群已經決定亦將進行惡之系列的動畫化。
- 舞台劇方面，除了X-QUEST及同人團體Brioche劇團之外，同人團體午茶時間劇團於2011年2月20日在岐阜多治見市學習park上演舞台劇故事 （页面存档备份，存于）。同人團體HP劇團於2011年3月25日至3月27日在札幌演劇專用小劇場BLOCH上演舞台劇惡之平和 （页面存档备份，存于）。
- PV方面，製作數量不如漫畫小說多，其中有成套製作惡之系列PV的有：

|                                                              | 惡之娘                   | 惡之侍從                 | 悔恨的訊息               | 重生之日                 |
|                                                              | ○ （页面存档备份，存于） | ○ （页面存档备份，存于） | ○ （页面存档备份，存于） | ○ （页面存档备份，存于） |
| 有住 （页面存档备份，存于）                                  | ○ （页面存档备份，存于） | ○ （页面存档备份，存于） | ○ （页面存档备份，存于） |                          |
| [ 永久 ]                                                     | ○ （页面存档备份，存于） | ○ （页面存档备份，存于） | ○ （页面存档备份，存于） |                          |
| http://tugihagikazoku.blog17.fc2.com/ （页面存档备份，存于） | ○ （页面存档备份，存于） | ○ （页面存档备份，存于） | ○ （页面存档备份，存于） | [ 註⁠ 7 ]                 |
| tasteless0wash （页面存档备份，存于）                        | ○ （页面存档备份，存于） | ○ （页面存档备份，存于） | ○ （页面存档备份，存于） | ○ （页面存档备份，存于） |

## 備註
1. 1 2  這是影射18世紀的法國王后玛丽·安托瓦内特（法語：Marie-Antoinette d'Autriche）[引⁠ 2]。
2. ↑  本來應該寫成Twilight Prank，特意將L換成R，right意指英文「正確」；Twi指英文twist「劇情的轉折」。
3. ↑  翻唱
4. ↑  倒數第三段歌詞與鏡音鈴合唱。
5. ↑  內容是惡之侍從－交響曲版
6. ↑  歌曲使用重編曲版。
7. ↑  製作中，不過PV的劇情改寫過，採用《悔恨的訊息》→《文字遊戲》→《South North Story》→《重生之日》的方式。因此觀賞完《悔恨的訊息》之後，要接著觀賞《文字遊戲》→《South North Story》，再觀賞《重生之日》。
8. ↑   註:

## 引用來源
1. ↑  （日語）（[//web.archive.org/web/20110710231743/http://mothy.blog39.fc2.com/blog-entry-17.html 页面存档备份，存于） （页面存档备份，存于） ]
2. 1 2  （日語）
3. ↑  （日語）（[//web.archive.org/web/20081030034934/http://mothy.blog39.fc2.com/blog-entry-25.html 页面存档备份，存于） （页面存档备份，存于） ]
4. ↑  （日語）（[//web.archive.org/web/20110710231831/http://mothy.blog39.fc2.com/blog-entry-26.html 页面存档备份，存于） （页面存档备份，存于） ]
5. ↑  （日語）（[//web.archive.org/web/20110710231840/http://mothy.blog39.fc2.com/blog-entry-27.html 页面存档备份，存于） （页面存档备份，存于） ]
6. ↑  （日語）（[//web.archive.org/web/20110710231846/http://mothy.blog39.fc2.com/blog-entry-28.html 页面存档备份，存于） （页面存档备份，存于） ]
7. ↑  （日語）（[//web.archive.org/web/20110710231911/http://mothy.blog39.fc2.com/blog-entry-29.html 页面存档备份，存于） （页面存档备份，存于） ]
8. 1 2  （日語）
9. ↑   引:

## 外部連結
- the heavenly yard （页面存档备份，存于） -